# Comté de Hoya
1180–1582
Entités précédentes :
- Duché de Saxe

Entités suivantes :
- Principauté de Lunebourg

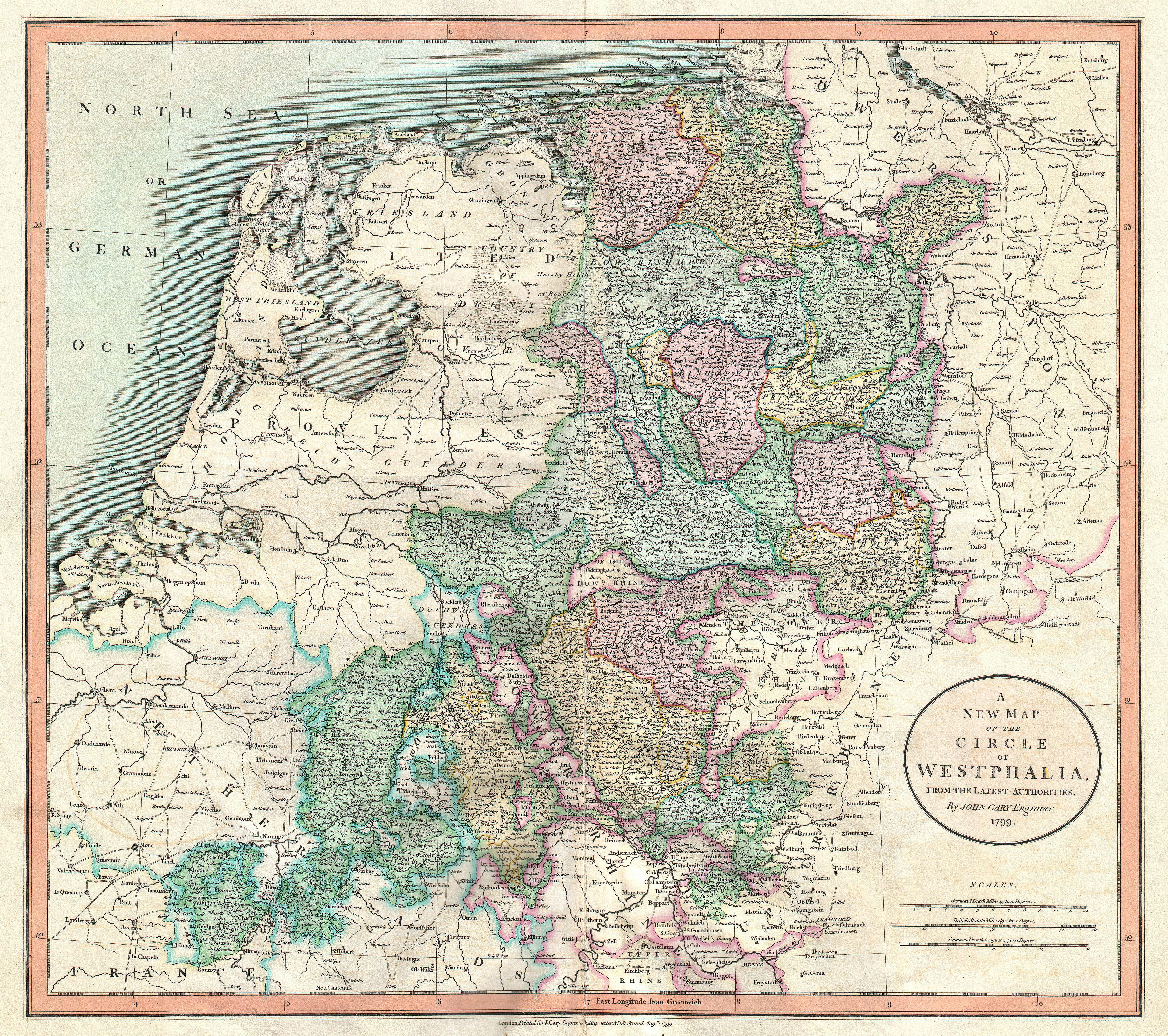
Le comté de Hoya (en vert) dans le cercle du Bas-Rhin-Westphalie.

Le comté de Hoya (en allemand : Grafschaft Hoya) était un État du Saint-Empire romain germanique qui relevait du cercle impérial du Bas-Rhin-Westphalie.
De 1324 à 1345, les deux fils d'Otto II, Gerhard III et Johann II, règnent conjointement sur le comté.
En 1345, ils s'accordent sur sa partition :
- Le bas-comté ou comté inférieur (Niedergrafschaft) à Gerhard III ;
- Le haut-comté ou comté supérieur (Obergrafschaft) à Johann II.

À la mort d'Otto VII, en 1582, le comté échoit à Guillaume dit le Jeune, duc de Brunswick-Lunebourg et prince de Lunebourg.
À la mort de Georges-Guillaume, en 1705, le comté échoit à son gendre, George Ier, prince-électeur de Brunswick-Lunebourg.
En 1811, le comté est annexé par l'Empire français et incorporé au département des Bouches-du-Weser.
En 1866, il est annexé, avec le royaume de Hanovre, par le royaume de Prusse.
De 1932 à 1977, le cercle ou arrondissement du comté de Hoya (en allemand : Landkreis Grafschaft Hoya) était un cercle ou arrondissement rural (Landkreis) de la province de Hanovre de l'État libre de Prusse puis de Basse-Saxe.
Aujourd'hui, le comté de Hoya est le nom d'une Samtgemeinde ou intercommunalité de Basse-Saxe.
Depuis le 1er janvier 2011, elle comprend l'ancienne Samtgemeinde Eystrup.

## Liste des comtes de Hoya

### 1202-1345
- 1202-1235 : Henri Ier
- 1235-1290 : Henri II (Heinrich II.)
- 1290-1324 : Otto II (Otto II.)
- 1324-1345 : Gérard III (Gerhard III) et Jean II (Hans II.)

### 1345-1497
En 1345, le comté est partagé en Hoya-Hoya et Hoya-Nienburg. Il est réunifié en 1497.

#### Hoya-Hoya
- 1345-1383 : Gerhard III
- 1383-1428 : Otto III
- 1428-1451 : Otto V
- 1451-1497 : Otto VII

#### Hoya-Nienburg
- 1345-1377 : Hans II
- 1377-1426 : Eric I
- 1426-1466 : Hans V
- 1466-1497 : Jobst Ier

### 1497-1582
- 1497-1507 : Jobst I
- 1507-1545 : Jobst II
- 1545-1563 : Albert II
- 1563-1575 : Eric V
- 1575-1582 : Otto VIII